# クロック・データ・リカバリ
クロック・データ・リカバリ (Clock Data Recovery、CDR) は、デジタル通信において、データにクロックが重畳されている伝送路上の信号を受信し、クロックとデータを分離する機能である。デジタル信号受信における3R機能（波形整形-reshaping、タイミング再生-retiming、識別再生-regenerating）の一つである。
デジタル信号を送受信するには、受信側で各データビットを正しいタイミングで判定する必要がある。そのため、データを送信する伝送路と並列して、タイミング情報（クロック）を送信する伝送路を設けることが多い。
ところが、磁気ディスクや光ディスク等の読み取りヘッドからの信号、あるいは、最近の高速シリアル伝送等では、クロックを別にもうけることなく、データ信号にタイミング情報を重畳して送信している。無線通信では、安定した送信クロックに同期したNRZ信号で送信している。受信側では、データ信号のエッジ（信号遷移）を検出し、内部のリファレンスクロックの位相を調整することで、タイミング情報（クロック）を再生する。このプロセスを、一般に、クロック・データ・リカバリ、クロック再生、クロック抽出、タイミング再生、タイミング抽出、retimingなどと呼んでいる。
クロック再生を正しく行うためには、データ信号にエッジが高頻度で出現する必要がある。さもなければ、受信側の内部リファレンスクロックのドリフトによって同期が外れてしまう。CDRが正しくクロックを再生するために必要な、データ列に出現する連続した同じビットパターンの最大長をmaximum consecutive identical digits (CID) specificationと呼ぶ。
データ信号に、十分なエッジが現れることを保証するため、マンチェスター符号、8b/10b符号、64b/66b符号、Run Length Limited encoding（RLL）、Eight to Fourteen Modulation（EFM）といった符号化をほどこすことが多い。無線通信の場合は、占有帯域幅が厳しく制限されるため、情報帯域よりも帯域幅が広がるこれらの符号化は一部を除いておこなわれず、一般的にはスクランブラを通すことで、データ信号に十分なエッジが現れることを保証する。その場合、同期が確立するのにかなりの時間を要するため、送信開始時にプリアンブルを挿入する。

## 主な方式
CDR回路の主な構成方式および特徴を以下に示す。
位相同期回路 (phase-locked loop)最も一般的な方式。位相比較器でデータのエッジタイミングを検出し、VCOの発振周波数および位相を調整する。
位相補間方式リファレンスクロックから位相補間回路（インタポレータ）によって多相クロックを生成し、データ信号のエッジのタイミングによって最適なクロック相を選択する。CDR内部に発振回路を持たないため、高精度のリファレンスクロックを用いることで再生クロックのジッタを低減できる。また、位相比較およびローパスフィルタをデジタル論理回路で行うことで精密な制御が可能。一方で、位相補間の精度をあげるために回路規模や消費電力が大きくなる傾向がある。
gated ring oscillatorリング・オシレータのループにNANDゲート等を挿入し、データのエッジでリング・オシレータの位相をリセットする。停止状態からごく短時間（数ビット以下）で同期できるためバースト伝送等に向いている。
タンク回路タンク回路（共振器）のフライホイール効果（振動の継続：音叉や鐘を打ち終わってもしばらく音が鳴りつづけるのと同一の現象）を利用し、エッジが無い部分においても、クロック信号を途切れることなく出力する。

## CDRのパラメータ
- Jitter transfer curve
- 高周波ジッタ耐性 (High-Frequency Jitter Tolerance)
- クロック・ワンダー追随性能 (Clock Wander Tracking Capability)
- 必要アイ開口
- 判定帰還型等化器